# Gustavs Zemgals
Gustavs Zemgals (12. srpna 1871 – 6. ledna 1939, Riga) byl lotyšský politik, druhý prezident Lotyšska (v letech 1927–1930). V mládí se živil jako právník a novinář. V roce 1905 založil liberální deník Jaunā Dienas Lapa, později byl šéfredaktorem deníku Mūsu Laiki či časopisu Domas. V roce 1917 byl zvolen starostou Rigy, později v nové republice zastával i ministerské posty (např. ministr financí 1931–1932). Byl spoluzakladatelem Lotyšské demokratické strany, později radikálně-demokratické strany, od roku 1922 byl představitel strany Demokratický střed (Demokrātiskais Centrs).